# Эванс (округ)
Э́ванс (англ. Evans County) — округ штата Джорджия, США. Население округа на 2000 год составляло 10 495 человек. Административный центр округа — город Клакстон.

## История
Округ Эванс основан в 1914 году.

## География
Округ занимает площадь 479.1 км2.

## Демография
Согласно Бюро переписи населения США, в округе Эванс в 2000 году проживало 10 495 человек. Плотность населения составляла 21.9 человек на квадратный километр.